# Suomen Yhdyspankki
Suomen Yhdyspankki Oy ou SYP (en suédois : Föreningsbanken i Finland, auparavant Pohjoismaiden Yhdyspankki)  est la première Banque d'affaires finlandaise fondée en 1862.

## Histoire
- En 1898 ouverture de son comptoir principal situé au 36b de la rue Aleksanterinkatu. Ce bâtiment en granite a été conçu par Gustaf Nyström[2].

- Dans les bureaux à l’étranger on utilisait généralement le nom UBF, Union Bank of Finland. SYP émit sa propre monnaie entre 1866 et 1918. Avec la banque Vaasan osakepankki  c’est la seule banque privée finlandaise à avoir émis sa propre monnaie[3].

- De 1919 à 1975, la banque s’appelle Pohjoismaiden Yhdyspankki (PYP)  (en suédois : Nordiska Föreningsbanken). Elle résulte de la fusion en 1919 de la banque Suomen Yhdys-Pankki créée en 1862 et de la banque Pohjoismaiden Osakepankki créée en 1873.
- En 1986 SYP achète et fusionne avec la  Helsingin Osakepankki.
- En 1995 SYP fusionne avec la Kansallis-Osake-Pankki (KOP)  pour devenir la banque Merita Pankki[4].
- En 1997 la banque Merita fusionne avec la banque suédoise Nordbanken pour former la  MeritaNordbanken.
- En 2001 le groupe bancaire adopte le nom de Nordea.

## Directeur généraux
- Henrik Borgström (1862–1865)
- August Törnqvist (1865–1867)
- Leo Mechelin (1867–1872)
- Jean Cronstedt (1872–1907)
- Alfred Norrmén (1907–1913)
- August Ramsay (1913–1919)
- Leonard von Pfaler (1919–1928)
- Alexander Frey (1928–1945)
- Rainer von Fieandt (1945–1955)
- Göran Ehrnrooth (1955–1970)
- Mika Tiivola (1970–1989)
- Ahti Hirvonen (1989–1992)
- Vesa Vainio (1992–1995)